# Kościół św. Wigiliusza w Rzymie
Kościół św. Wigiliusza w Rzymie (wł. Chiesa di Sant'Vigilio) – rzymskokatolicki kościół tytularny w Rzymie.
Świątynia ta jest kościołem parafialnym oraz kościołem tytularnym.

## Patron
Patronem świątyni jest św. Wigiliusz – biskup Trydentu, żyjący w IV wieku.

## Historia
Parafia św. Wigiliusza została powołana 1968 roku.

## Kardynałowie prezbiterzy
Kościół św. Wigiliusza jest jednym z kościołów tytularnych nadawanych kardynałom-prezbiterom (Titulus Sancti Vigilio). Tytuł ten ustanowił papież Franciszek 28 listopada 2020.
- Jose Advincula (2020–)